# دالاس بروکس
دالاس بروکس (انگلیسی: Dallas Brooks; ۲۲ اوت ۱۸۹۶ – ۲۲ مارس ۱۹۶۶) نظامی و سیاست‌مدار اهل بریتانیا بود. وی همچنین برندهٔ جوایزی همچون نشان حمام و نشان سلطنتی ویکتوریایی شده‌است.